# Svetislav Pešić
Svetislav Pešić (in serbo Светислав Пешић?; Pirot, 28 agosto 1949) è un allenatore di pallacanestro ed ex cestista jugoslavo, dal 2006 serbo.

## Carriera

### Giocatore
Come giocatore nelle file del Bosna Sarajevo vinse nel 1978 il campionato jugoslavo e la Coppa di Jugoslavia, e l'anno successivo la Coppa dei Campioni. Nella stessa squadra iniziò la sua carriera da allenatore nel 1982.

### Allenatore
Nel 1993, alla guida della Nazionale tedesca, vinse il primo titolo europeo per la Germania.
Dal 1993 al 2000 allenò l'ALBA Berlino. Numerosi furono i successi in quel periodo: la Coppa Korać nel 1995 battendo in finale la Stefanel Milano, quattro titoli tedeschi (1997, 1998, 1999 e 2000) più la Coppa di Germania vinta nel 1997 e nel 1999.
Dopo Berlino, Pešić allenò un anno a Colonia, prima di approdare al FC Barcellona dove si trovò ad allenare (nel corso degli anni) giocatori del calibro di Dejan Bodiroga, Vlado Ilievski e Gregor Fučka. Con la squadra catalana vinse Eurolega, campionato spagnolo e Coppa del Re nel 2003, un altro titolo nel 2004 prima di dimettersi per aver litigato con il club.
Quando alla Virtus Roma venne esonerato Piero Bucchi, Pešić aderì al progetto ambizioso del presidente Claudio Toti raddrizzando una stagione fino a quel punto negativa, e fermandosi poi in semifinale contro la Fortitudo Bologna. Nel 2005, dopo aver fatto cedere Tyus Edney, Pešić fece acquistare tutti i suoi pupilli, da Dejan Bodiroga a Vlado Ilievski, oltre al figlio Marko Pešić, neo vicecampione d'Europa con la nazionale tedesca.
Con il Girona ha vinto la FIBA EuroCup, per poi passare per la stagione 2007-08 sulla panchina della Dinamo Mosca e quella successiva su quella della Stella Rossa Belgrado.

## Palmarès

### Giocatore

#### Titoli nazionali
- YUBA liga: 1

Bosna: 1977-78
- Coppa di Jugoslavia: 1

Bosna: 1978

#### Titoli internazionali
- Coppa dei Campioni: 1

Bosna: 1978-79

### Allenatore

#### Titoli nazionali
- YUBA liga: 1

Bosna: 1982-83
- Coppa di Jugoslavia: 1

Bosna: 1984
- Campionato tedesco: 5

ALBA Berlino: 1996-97, 1997-98, 1998-99, 1999-2000
Bayern Monaco: 2013-14
- Coppa di Germania: 2

Alba Berlino: 1997, 1999
- Campionato spagnolo: 2

Barcellona: 2002-03, 2003-04
- Copa del Rey: 3

Barcellona: 2003, 2018, 2019
- Liga catalana: 3

Girona: 2006
Barcellona: 2017, 2019

#### Titoli internazionali
- Eurolega: 1

Barcellona: 2002-03
- Coppa Korać: 1

Alba Berlino: 1994-95
- FIBA EuroCup: 1

Girona: 2006-07

#### Nazionale
- Oro Campionato mondiale: 1

Jugoslavia: Stati Uniti 2002
- Oro FIBA EuroBasket: 2

Germania: Germania 1993
Jugoslavia: Turchia 2001

#### Individuale
- Basketball-Bundesliga Allenatore dell'anno: 3

ALBA Berlino: 1995-96, 1997-98, 1998-99
- Miglior allenatore della Liga ACB: 1

Barcellona: 2018-19